# Kemény János (író)
Báró magyargyerőmonostori Kemény János István (Pittsburgh, USA, 1903. szeptember 5. – Marosvásárhely, 1971. október 13.) író, költő, színházigazgató, mecénás, a marosvécsi Helikon írói munkaközösség megalapítója (1926).

## Életpályája
Az ősrégi főnemesi származású báró magyargyerőmonostori Kemény család sarja. Abból a családból jött, mely nemcsak az emlékíró fejedelmet, hanem Kemény Zsigmondot is adta a magyar irodalomnak. Más oldalról leszármazottja Káli Nagy Lázárnak, a kolozsvári első magyar nyelvű kőszínház alapító igazgatójának. Őseinek az irodalommal és színjátszással való kettős kötődése határozta meg érdeklődését, életútjának alakulását. Apja, báró Kemény István (1863–1904), cs. és kir. követségi tisztviselő Washingtonban, anyja az amerikai Ida Berenice Mitchell (1871–1956) volt. Apai nagyszülei báró Kemény Ödön (1837–1921), földbirtokos, és kaáli Nagy Gizella (1839–1898) voltak. Kemény János bárónak két leánytestvére volt: Kemény Gizella bárónő (1898–1943), aki hajadonként hunyt el, és báró Kemény Berenice (1900–1981), akinek a férje, gróf bethleni Bethlen Balázs (1901–1981) volt.
Apja, Kemény István, fiatalon összekülönbözve családjával, vagyon nélkül kivándorolt Amerikába. Itt kétkezi munkától a hivatalnokságig vitte, s amikor meghalt, három gyermeket hagyott maga után, akikkel özvegye, Ida Mitchel Erdélybe költözött. Kemény János ekkor alig egyéves volt. Tízéves koráig nagyapjánál Alsójárában nevelkedett, anyja nevelőnő és társalkodónő volt különböző erdélyi mágnáscsaládoknál.
Nagyenyeden a Kemény–Zeyk-udvarház (a Burg) egyik utca felőli melléképületében töltötte gyermekkorának jó néhány nyarát ebben az időszakban: édesanyjával és testvéreivel: „…időnként felpakolnak minket egy öreg batárba…s hol néhány hónapra, hol többre feloszlatják járai háztartásunkat, áttelepítenek Nagyenyedre az úgynevezett »csokoládéházba«. Igazságtalanság volna azt állítani, hogy rossz dolgunk volt Nagyenyeden…sok szép emlékem is fűződik Nagyenyedhez. Mindenekelőtt arra a három-négy hétre gondolok, amikor betegségem miatt el kellett hogy különítsenek nővéreimtől, s ezért a burgbeliek boldogan befogadtak otthonukba”– emlékezik az író a Kakukkfiókák című könyvében.
Középiskolai tanulmányait Kolozsváron végezte, előbb a református kollégiumnak abban az osztályában tanult, amely a Reményt, a kollégium önképzőköri lapját szerkesztette, itt jelent meg 1921-ben első írása: Emlékezetem című költeménye. A kolozsvári unitárius kollégiumban tett érettségi után (1921) Előre címmel irodalmi folyóiratot indított. Munkatársai között találjuk Balázs Ferencet, Jancsó Bélát, Kacsó Sándort.
Családja kívánságának engedve 1921 őszén beiratkozott a bécsi egyetem erdőmérnöki fakultására. Szűkös anyagi körülmények között, csekély itthoni anyagi támogatással élt az osztrák fővárosban, ahol kapcsolatba került az emigrációban élő művészekkel, írókkal is. 1923-ban a Tizenegyek antológiájában szerepelt írásával. Egyetemi tanulmányai váratlanul szakadtak félbe: egyik gyermektelen rokona meghalt, s vagyonát a marosvécsi várkastéllyal egyetemben ő örökölte. Erdélybe hazatérve 1923-ban megházasodott, elvette Augusta Patont, William Roger Paton Görögországban élő angol archeológus és műfordító leányát. Házasságukból hat gyermek született; a két világháború között a család főleg Marosvécsen és Kolozsvárt élt. A házaspár többször is járt görögországi, angliai, skóciai utakon. A háború után Marosvásárhelyen telepedtek meg.

1926 nyarán hívta meg első alkalommal marosvécsi otthonába azokat a romániai magyar írókat, akikből később a helikoni munkaközösség szabad parlamentje kialakult. Molter Károly visszaemlékezése szerint: 

„Kemény János elévülhetetlen és legnagyobb alkotása a Helikon. Mert jó, ha tudjuk, akkoriban nemigen voltak »emberlakta« váraink, amikor 1926 júliusában Kemény János hívására huszonhat erdélyi író bevette ezt a négybástyás várkastélyt a havasok lábánál. Marosvécsre egy bátor szellem és gondolat fészkelte be magát, mégpedig Európa-szerte a legsajátosabb vállalkozás, és egy kisebbség íróinak alakulata. Voltak közöttük jóbarátok és elkeseredett ellenfelek, konzervatívok és fanatikus újítók, de ha az írói parlament nem éppen egy rajongóan lelkes és imponálóan fiatal ember és annak megértő, művelt háznépének környezetében ül össze, bizony úgy szerteszéledünk, hogy hírünk se marad, elszikrázik az egész história, mint a tűzijáték. Hogy ez nem így történt, azt Kemény János gondoskodásának köszönhetjük. Ez a gondoskodás súlyos összegeket is jelentett, magunkfajta pénztelen írók szemében egyenesen horribilis summákat! Ki fordította vagyonának tetemes részét a közjóra, a lenézett vidéki irodalomra vagy a színházra? Senki, csak Kemény János. A kivételesen demokratikus helikoni szellemből, Kemény János gondolkodásmódjából fakadt az az őszinte kezdeményezés, hogy a vécsi asztalnál vendégül látta az erdélyi szász írók képviselőit és a román irodalom embereit is.”

 A zsidótörvények rendelkezéseivel szembeszállva, az Erdélyi Helikon marosvécsi írótalálkozóira továbbra is meghívta a mozgalom zsidó származású tagjait, később több írónak szerzett mentességet biztosító okmányokat. Kádár Imrét és feleségét a Gestapótól, Kovács György színművészt a munkaszolgálatos menetszázadból menekítette ki.
Irodalomszervezői szerepet töltött be a marosvásárhelyi Kemény Zsigmond Társaság élén 1928-tól a társaság megszűnéséig mint megválasztott elnök, később pedig mint az Erdélyi Irodalmi Társaság elnöke.
Neve szervesen nőtt össze színjátszásunk történetével is. 1931-ben vette át a kolozsvári Thália Magyar Színház Rt. vezetését mint elnök-igazgató, vagyonát a kolozsvári színház gazdasági helyzetének rendbetételére használva, s ebben a munkakörben marad 1941-ig. Az állástalanul maradt zsidó színészek számára engedélyt szerzett a kolozsvári Zsidó Színház beindítására, az intézményt saját jövedelméből segélyezte. A Kolozsvári Nemzeti Színház főigazgatója (1941–44), a marosvásárhelyi Székely Színház egyik megszervezője, dramaturgja (1945–52), a Szentgyörgyi István Színművészeti Intézet könyvtárosa (1954–58), majd nyugdíjazásáig a Művészet, illetve Új Élet színházi és művészeti rovatának vezetője (1958–68) Marosvásárhelyt.
1971-ben 68 éves korában tüdőrákban hunyt el. A marosvécsi várkastély parkjában, a helikoni tölgyek alatt nyugszik. Felesége, Augusta 1989. július 27-én halt meg. Férje mellett nyugszik Marosvécsen.

### Házassága és leszármazottjai
Gyekén 1923-ban feleségül vette Augusta Paton of Grandhome-ot (Kalymnos, 1900. augusztus 16.–Marosvásárhely, 1989. július 24.), akinek az apja a William Roger Paton Görögországban élő angol archeológus és műfordító volt. Házasságukból hat gyermek született:
- báró Kemény Mikolt (Marosvécs, 1926. november 23.–Párizs, 1986. november 5.)
- báró Kemény Klió (Marosvécs, 1929. április 6.–Budapest, 2000. március 29.) 1. férje, Maresch Béla. 2. férje, Erkel Lajos. 3. férje, Asztalos Sándor (Tiszalök, 1919. október 15.–Budapest, 1970. május 25.)
- báró Kemény János (Marosvécs, 1932 – Marosvécs. 1938)
- báró Kemény Zsuzsanna (Kolozsvár, 1934. január 18.–Marosvásárhely, 1979. június 4.). Férje, Nagy Pál (Szatmárnémeti, 1929. január 18.–Marosvásárhely, 1979. június 4.)
- báró Kemény Árpád (Kolozsvár, 1937. július 24. –  Budapest, 1995. április 24.) . Neje, kenderesi Papp Judit Anikó (Debrecen, 1940. február 24.)
- báró Kemény Miklós (Kolozsvár, 1940. december 11. – 2010). Neje, Kovács Irma (Fogaras, 1941. július 9.)

## Munkássága
Gátló-serkentő tudattal kezdett írni, hogy bizonyítsa, nemcsak az ősök jogán fog tollat. Annak idején Tamási Áron írta róla: „Régóta tudjuk, hogy Kemény János a neve mellé olyan megjelölést örökölt, mely a főúri osztály tagjai közé utalja őt. Nem kétséges, hogy a fennálló társadalmi rendet elbűvöli ez a megjelölés; s az sem kétséges, hogy a szellem rendjében hatástalan, sőt néha gyanút virágzik." De az előítéletekkel csak addig kellett verekednie, míg a Kákóc Kis Mihály (1929) vagy a Kutyakomédia (1934) című kisregényei meg nem jelentek, amelyekben Kovács László szerint "a meleg humánum fénye az, ami rávilágít magyarra, románra egyaránt, s az erdélyi falut, az erdélyi életet problémáiban egyszerűbbnek mutatja, mint ahogy a politika gondolja el, de összetettebbnek is, mint ahogyan akármelyik nacionalizmus megoldaná”. 1938-ban lát napvilágot a budapesti Révai kiadásában Ítéletidő című elbeszéléskötete, mely Kántor Lajos summázata szerint „pozitív jelkép, az egymásrautaltság, összefogás szimbóluma”. A Kokó és Szokratész (1940) már az érett író munkáit összegezi. „Elragad epikájában a déltengeri természettel versengő báj és gyöngédség, a komikumnak és fájdalomnak egy-egy jellemben való elkeveredése és a filozófiának az élethez minduntalan alászálló humora. A finom érzelmesség és férfias tárgyilagosság művészi váltakozása, amely vonzó és mind nagyobbra hivatott elbeszélőt jelez a magyar novellaírásban” – írja Molter Károly a kötet megjelenésekor.
Tehetsége megtréfálta a történelmet. Ő, az erdélyi mágnás, aki annak idején inkább csak elbeszélést meg novellát próbált, a háború után, a szocialista jelenben írta és publikálta egymás után regényeit (Vadpáva, 1958, Farkasvölgy, 1963, Víziboszorkány, 1965), valamint A havas dicsérete c. novellagyűjteményét (1957), s ez is hozzájárult, hogy az 1950-es évek súlyos méltánytalanságain, amikor is mészégető munkásként tartotta el népes családját, nagyvonalúan tette túl magát.
Prózájának esztétikai értékei szétválaszthatatlanok az etikaiaktól: a különböző társadalmi rangú és anyanyelvű embereket összekötő természetszeretet, barátság, békességre vágyakozás nem csupán témája, hanem mondhatni formaadója is lírai hangulatú történeteinek, melyek nemigen keresik a rendkívülit. Elbeszéléseire és terjedelmesebb epikai műveire is „a finom érzelmesség és férfias tárgyilagosság” jellemző (Molter Károly).
Élete utolsó éveiben önéletrajzi regény megírásának terve foglalkoztatta, de erejéből már csak gyermekkora és ifjúsága éveinek megírására futotta, s ez a rész is csak halála után, 1972-ben látott nyomdafestéket Kakukkfiókák címmel.

## Művei
- Költemények. Kolozsvár, 1920
- Kákóc Kis Mihály (regény, Kolozsvár, 1929)
- Kutyakomédia (regény, Kolozsvár, 1934)
- Ítéletidő. Történetek és rajzok a Havas életből; Erdélyi Szépmíves Céh, Cluj-Kolozsvár, 1938 (Erdélyi Szépmíves Céh XI.)
- Kokó és Szokratész. Déltengeri történetek I. (Kolozsvár, 1940; újabb kiadásai Kolozsvár, 1940, Budapest, 1941)
- Itéletidő a havasokban; SZEFHE, Bp., 1942 (SZEFHE könyvek)
- A havas dicsérete (novellák, Marosvásárhely, 1957)
- Vadpáva (regény, Marosvásárhely, 1958)
- Kicsiknek (gyermekversek, 1958; románul Ursulețul jucăuș, Ion Horea fordításában, 1958)
- Fenyőmuzsika; Ifjúsági, Bukarest, 1961
- Farkasvölgy (regény, 1963)
- Víziboszorkány (regény, 1965; románul Vrăjitoarea apelor, Paul Drumaru fordításában, 1970; németül Flusshexe, Francisc Incze, 2019)
- Halász, vadász, madarász (elbeszélések, 1968)
- Vásárhelytől Lazacországig (útirajz 151 fényképpel, Kolozsvár, 1972)
- Kakukkfiókák. Önéletírás; Kriterion, Bukarest, 1972 Online hozzáférés
- Apolló megtérése (összegyűjtött novellák, Kántor Lajos előszavával, 1972)
- Kicsiknek; Kriterion, Bukarest, 1989
- Kakukkfiókák. Önéletírás; G Kisnyomda Bt., Bp., 2003
- Medvekaland a Kárpátokban; vál., szerk. Hunyadi Csaba Zsolt; Lazi, Szeged, 2009
- Válogatott novellák; Hargita Kiadóhivatal, Csíkszereda, 2016

Kéziratban maradt művei: Péter. Erdélyi történet 3 felvonásban (dráma, 1944-ben a budapesti Nemzeti Színház mutatta be Németh Antal rendezésében); Ostoros apó (színmű).

## További információk

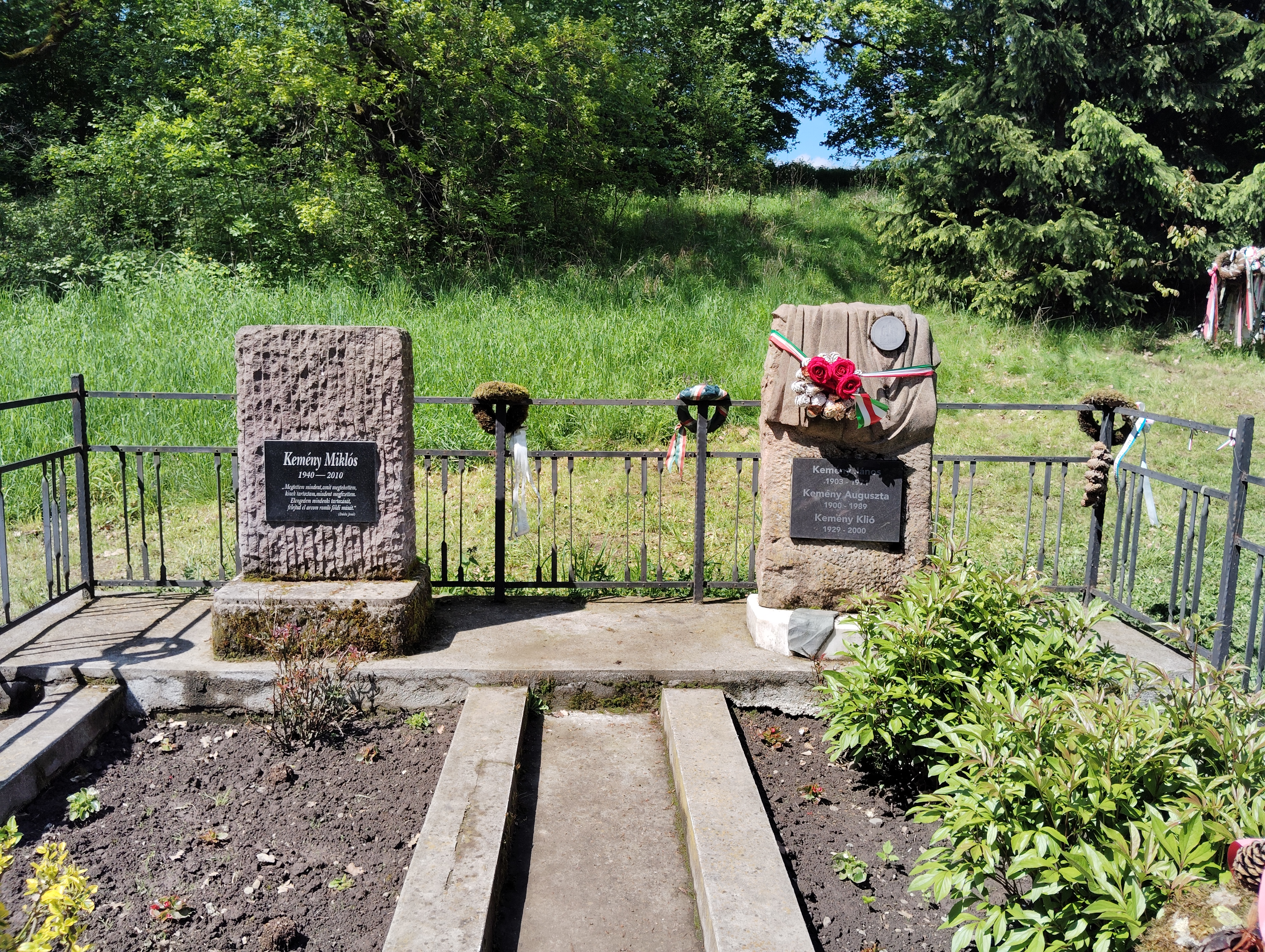
Sírkertje a marosvécsi kastély parkjában

## Díjai
- Corvin-koszorú (1940)
- Magyar Örökség díj